# Jurema
Jurema este un oraș în Pernambuco (PE), Brazilia.